# Grootmoederhypothese
De grootmoederhypothese is een hypothese om het bestaan van de menopauze bij de mens te verklaren. Dit doet ze door de waarde van het uitgebreidere familienetwerk te identificeren. De hypothese bouwt voort op de eerder gepostuleerde moederhypothese, die stelt dat naarmate moeders ouder worden, de kosten van reproductie hoger worden, en de energie die aan reproductie wordt gewijd, beter besteed is aan het helpen van de kinderen om zich op hun beurt voort te planten.
De grootmoederhypothese suggereert dat door hun energie te besteden aan de kinderen van hun kinderen (kleinkinderen), de grootmoeders de overlevingskans van hun genen via de jongere generaties kunnen bevorderen. Ze helpen niet alleen door voor voedsel en ondersteuning te bieden, maar ook door een sociaal netwerk te creëren waarmee meer middelen kunnen worden verworven. Dit effect zou ook de bredere groep vooruit helpen.

## Achtergrond
De evolutiebioloog George Williams was de eerste om te poneren dat de menopauze een aanpassing zou kunnen zijn, en dat het misschien een evolutionair voordeel was geweest voor vrouwen om bij te opvoeding van kleinkinderen te ondersteunen. 
Evolutionaire theorie eist dat alle organismen in hun voortplanting investeren, om hun genen te vermenigvuldigen. Omdat er beperkingen zijn aan het aantal mogelijkheden en de tijdspanne om zich voort te planten, is het evolutionair voordelig voor vrouwen om in hun kinderen te investeren. 
In 1966 werd de grootmoederhypothese geponeerd door evolutiebioloog William Hamilton, en de theorie kreeg bredere ondersteuning na verder onderzoek en publicaties door de Amerikaanse antropoloog Kristen Hawkes in de jaren 1980 en 1990.

## Evolutionair belang
De theorie steunde onder meer op waarnemingen bij stammen in Tanzania waar de grootmoeders hun nageslacht helpen in de verzorging van kinderen, en mensachtigen (mensapen), die zelden lang voortleven na hun menopauze. De theorie is niet zonder kritiek, en er zijn zowel rekenkundige modellen die de hypothese dat de rol van grootmoeders bij verzorging een evolutionair belang heeft gehad, ondersteunen als die deze weerspreken.